# Кадино
 Тази статия е за скопското село.  За прилепското вижте Кадино село.  За воденското вижте Кадиново.
Кадино или Кадино село (на македонска литературна норма: Кадино) е село в община Белимбегово (Илинден), Северна Македония.

## География
Селото е разположено в източната част на Скопската котловина, южно от магистралата Скопие - Куманово.

## История
Църквата „Свети Илия“ вероятно е средновековна, обновена през Възраждането.
В края на XIX век Кадино е българско село в Скопска каза на Османската империя. Според статистиката на Васил Кънчов („Македония. Етнография и статистика“) към 1900 година в Кадино село живеят 170 българи християни.
В началото на ΧΧ век цялото село е под върховенството на Българската екзархия. По данни на секретаря на екзархията Димитър Мишев („La Macédoine et sa Population Chrétienne“) в 1905 година в Кадино село има 176 българи екзархисти.
След Междусъюзническата война в 1913 година селото влиза в границите на Сърбия.
На етническата си карта от 1927 година Леонард Шулце Йена показва Кадино село (Kadinoselo) като село с неясен етнически състав.
Според преброяването от 2002 година селото има 2090 жители.
| Националност     | Всичко |
| северномакедонци | 1845   |
| албанци          | 11     |
| турци            | 13     |
| роми             | 11     |
| власи            | 0      |
| сърби            | 140    |
| бошняци          | 0      |
| други            | 70     |

## Личности
Родени в Кадино
- Тодор Филип, населен в махалата Хараджи Салахудин на Скопие, българин, православен, арестуван на 18 юни 1903 година, обвинен в „участие във воденето на работите на комитета чрез търсене на пари от населението на село Кадъкьой в името на споменатия комитет с намерение да се наруши порядъкът в махалата Пазар в Скопие“, осъден на 5 години каторга, амнистиран с общата амнистия от 12 април 1904 година[6]